# Osamělé stádo
Osamělé stádo (1938, Einsame Herde) je kniha dobrodružných příběhů, odehrávajících se v Argentině, kterou napsal německý spisovatel Günther Weisenborn. Ten dočasně pracoval v letech 1928 až 1930 v Argentině jako dělník a poštovní jezdec. Z tohoto pobytu vytěžil náměty pro několik svých děl, mezi něž patří i tato kniha, která tak obsahuje řadu autobiografických prvků. Autor ji vydal roku 1938 pod pseudonymem Christian Munk, protože jeho knihy byly v Německu nacisty zakázány.

## Obsah knihy

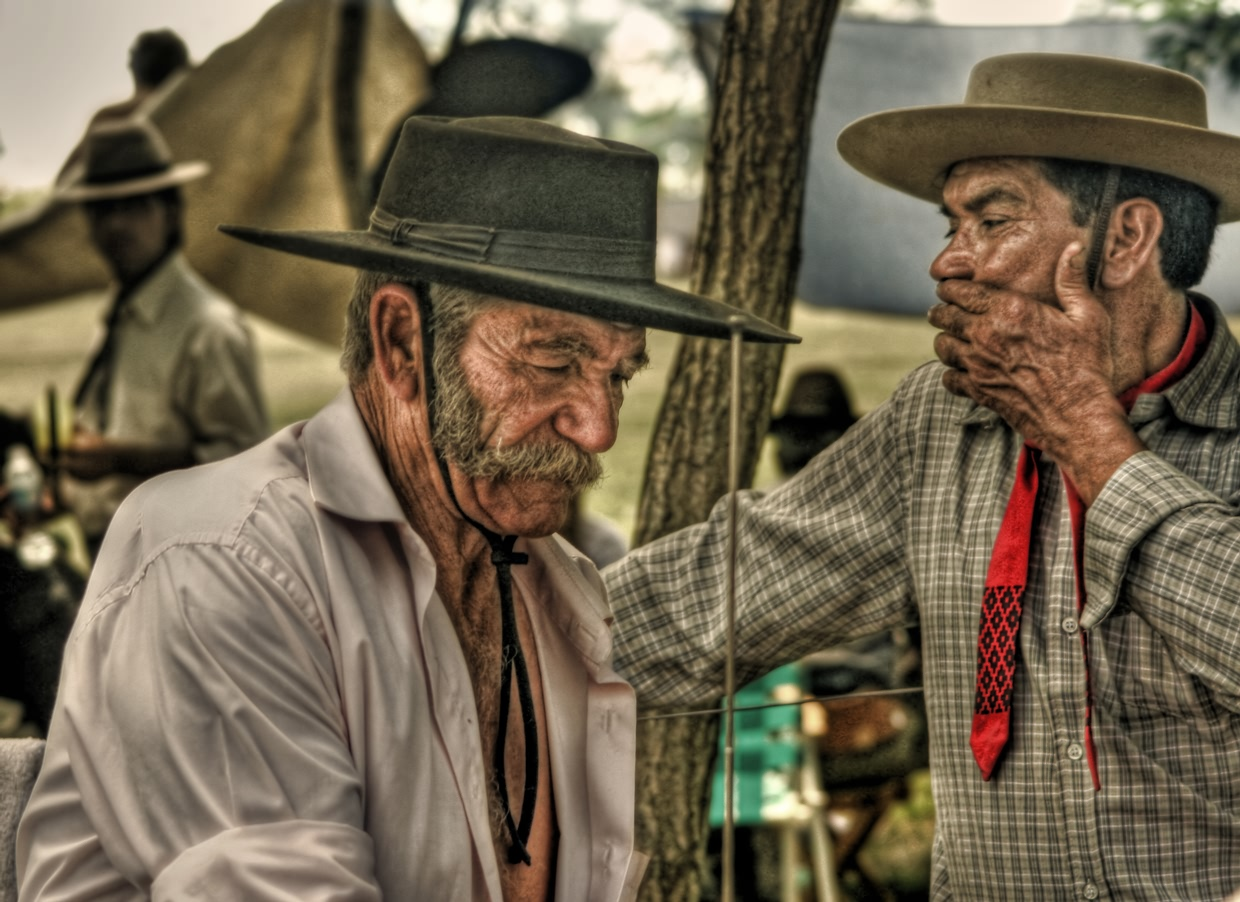
Gaučové

Jednotlivé příběhy knihy jsou vloženy do rámcového příběhu, který vypráví o tom, jak autor, povoláním poštovní jezdec, doprovází na své klisně Bajce skupinu čtyř gaučů, kteří několik týdnů ženou přes argentinskou pampu tisícihlavé stádo dobytčat. Na cestě zažijí strašlivé sucho i děsivou bouři, ale stádo v pořádku dopraví do cíle.
Gaoučové jsou drsní a hrdí muži, kteří mají své vlastní zákony cti. Ty se projevují i v jejich vyprávěních, kterými se baví po celodenní dřině u večerního ohně. Jsou to příběhy o lásce a nenávisti, cti, cílevědomosti, hrdinství i oddanosti, o boji proti silám přírody i o ženách. Patří k nim například příběh o přelstěných zlodějích koní, o dvou mužích v pralesní válce,o třech mužích v ohni, o Indiánce a dóze smrti, o dítěti a škorpiónu, o strašlivé černé orchideji, dobrodružství indiánského pašeráka, krvavé dobrodružství lovců volavek, zážitek s hrůzostrašnými koňmi a mnoho dalších.
Na knize je znát Weisenbornova dokonalá znalost prostředí o kterém píše. V příbězích pak používá málomluvný neozdobný sloh, který je v líčeni napínavých dějů velmi působivý. Ve spojení s jeho vypravěčským uměním je knihu možno zařadit mezi mistrovská díla s dobrodružnou tematikou.

## Česká vydání
- Osamělé stádo, Albatros, Praha 1987, přeložil Jiří Stach..